# Chamaecrista dunensis
Chamaecrista dunensis är en ärtväxtart som beskrevs av Mats Thulin. Chamaecrista dunensis ingår i släktet Chamaecrista och familjen ärtväxter. Inga underarter finns listade i Catalogue of Life.